# افرای شبه‌چناری
افرای شبه‌چناری (نام علمی: Acer pseudoplatanus) نام یک گونه از سرده افرا است.